# NGC 7674A
NGC 7674A is een spiraalvormig sterrenstelsel in het sterrenbeeld Pegasus. Het ligt ongeveer 394 miljoen lichtjaar van de Aarde verwijderd en werd op 16 augustus 1830 ontdekt door de Britse astronoom John Herschel. NGC 7674A interageert met NGC 7674.

## Synoniemen
- MCG 1-59-81
- ZWG 406.114
- HCG 96C
- VV 343
- Arp 182
- PGC 71505